# Казухиса Коно
Казухиса Коно (јап. 河野 和久; 30. децембар 1950) јапански је фудбалер.

## Каријера
Током каријере играо је за Хитачи.

## Репрезентација
За репрезентацију Јапана дебитовао је 1974. године.

## Статистика
| Јапан  | Јапан | Јапан |
| Год.   | Ута.  | Гол.  |
| ------ | ----- | ----- |
| 1974   | 1     | 0     |
| Укупно | 1     | 0     |